# Параскева Гаврильцева-Хмара
Параскева Мойсеївна Гаврильцева (Катеринич) — українська співачка, громадська діячка, дружина П. П. Катеринича — дворянина, мецената, українського громадського діяча.

## Життєпис
Параскева Гаврильцева народилася в селі Рождественне Кролевецького повіту Чернігівської губернії в сім'ї псаломщика Мойсея Івановича Гаврильцева. Батько був людиною освіченою і талановитою. В 1865 році він закінчив Новгород-Сіверське духовне повітове училище і майже все своє життя був псаломщиком церкви Різдва Богородиці в селі Рождественне, а також учителем школи грамоти.
У родині було семеро дітей (Параскева, Дмитро, Порфирій, Варвара, Олександра, Павло та Микола) і всім їм батько намагався дати гарну освіту. Відомо, що найстарші з них, донька Параскева і син Дмитро, навчалися в Петербурзі. Дмитро у 1906 році закінчив Академію мистецтв, де навчався в майстерні Іллі Рєпіна, і за картину «З життя» отримав звання художника.
Параскева навчалася вокалу в Петербурзькій консерваторії.

У 1898 році вихідцями з України в Петербурзі було засноване «Товариство імені Т. Г. Шевченка для допомоги нужденним уродженцям Південної Росії, що вчаться у вищих навчальних закладах Петербурга», до управи якого увійшли: сенатор А. М. Маркович (голова товариства), І. С. Іващенко (заступник голови), П. П. Катеринич (скарбник), Я. П. Забіло (секретар), Д. Л. Мордовець, П. М. Саладилов, В. Г. Короленко, В. В. Лесевич, І. Ю. Рєпін, Є. А. Ганейзер. Товариство ставило собі за мету допомагати українській академічній молоді в Петербурзі. У 1900-х українська студентська громада часто збиралася у помешканні Катериничів (на Невському проспекті, 70) під приводом «співів». Очевидно, саме на одному з таких зібрань юна студентка з України Параскева Гаврильцева і познайомилася зі своїм земляком, вихідцем з дворян Чернігівської губернії, Петром Петровичем Катериничем.
«Петро Петрович Катеринич, заможний землевласник та властитель цукроварні на Чернігівщині, був у Петербурзі нотаріусом. Будучи великим театралом, оженився з українською артисткою (дружина його Параскева Мойсеївна по сцені називалася — Хмара). Зносини з артистами за всяких концертів брав він звичайно на себе, не подаючи з того ніяких видатків у справозданнях» — згадував колега, громадський діяч Олександр Лотоцький.
Протягом 1900 року фірма «Gramophone Company» зробила в Росії близько 500 записів, з них лише на семи платівках була українська музика:
- 22106. Ф. Г. Орешкевич. «Гуде вiтер вельми в полi», М. Глінка;
- 22136. А. Дмитрієв. «Вiють вiтри»;
- 23005. П. Гаврильцева-Хмара. Арія Оксани «Там за тихим за Дунаєм»;
- 23008. П. Гаврильцева-Хмара. «Нащо менi кapi очi»;
- 23009. П. Гаврильцева-Хмара. Арія Оксани «Ангел ночi над землею»;
- 23010. П. Гаврильцева-Хмара. «Нащо менi чорнi брови» (сл. Т. Шевченка, муз. Д. Бонковського);
- 23011. П. Гаврильцева-Хмара. Арія Одарки «Ой казала менi мати».

Отже, серед перших українських грамзаписів — щонайменше п'ять українських пісень у виконанні П. Гаврильцевої-Хмари (сопрано).
До нашого часу ці платівки збереглися завдяки колекції доктора Дж. Бергера, приватного американського колекціонера, і доступні дослідникам, бо ще у 1980-х роках доктор Бергер подарував свою колекцію бібліотеці Конгресу у Вашингтоні.
Але шлюб, схоже, зупинив професійну кар'єру артистки. У 1901 році в подружжя народилася перша дитина — донька Тетяна, згодом ще троє дітей: Єлизавета, Петро і Катерина. Родина Катериничів спочатку проживала в Петербурзі, де Петро Петрович продовжував працювати нотаріусом, а згодом переїхала в родовий маєток Катериничів у селі Марківці, неподалік від Бобровиці. З 1904 року Параскева Мойсеївна Катеринич була вибрана опікуном земської школи в селі Марківці, в 1907 році була переобрана на новий трирічний термін.
У Бобровиці Катериничі почали зводити нову садибу, будівництво якої було завершено у 1895 (за іншими даними — у 1910) році, куди родина і перебралася на початку XX ст., а маєток у Марківцях віддали в користування місцевій школі.
Після смерті Петра Петровича (1916) та буремних подій початку ХХ ст. Катериничі були змушені емігрувати.
ВІдомо, що друга донька Катериничів — Єлизавета (Катеринич) Савченко (1903—1999) отримала освіту в Київському інституті благородних дівиць, зналась на музиці та гарно співала. Деякий час вона жила та працювала в Скоп'є, Македонія. Була співзасновницею Театру Опери, її ім'я в переліку почесних мешканців міста. Мала успішну кар'єру оперної співачки та викладачки вокалу. Потім вона жила у Варні в Болгарії, де і померла у віці 96 років в 1999 році.